# Лига за свободу программирования
Лига за свободу программирования (англ. League for Programming Freedom, LPF) была основана в 1988 году Ричардом Столлманом для объединения разработчиков как свободного, так и проприетарного программного обеспечения с целью борьбы против патентов на ПО и расширения на него рамок авторских прав. Логотипом лиги стала Статуя Свободы, держащая в руках флоппи-диск и катушку магнитной ленты.
Одним из событий, наиболее сильно повлиявших на создание Лиги, стала судебная тяжба Apple против Microsoft, в центре которой были допущенные в MS Windows нарушения авторских прав на дизайн графического интерфейса и поведение динамических элементов в Mac OS. По окончании суда Лига временно прекратила активные действия, чтобы активизироваться вновь, когда возникнут принуждение и угроза введения патентов на ПО.
В 2009 году президент организации Дир Андерсон опубликовал сообщение бывшим членам Лиги, в котором сообщает о возобновлении работы организации и восстановлении их членства.